# Тахір-хан
Тахір-хан (каз. Тайыр хан; помер 1533) — казахський хан. Його правління призвело до занепаду могутності Казахського ханства, завойованої Касим-ханом.

## Життєпис
Був старшим сином впливового казахського султана Адіка й онуком одного з засновників Казахського ханства Жанібека. Прийшов до влади після нетривалого правління Мамаш-хана.
За свідченнями сучасників, Тахір був людиною злою й жорстокою, а також украй підозрілою. Здобув владу внаслідок міжусобної боротьби з іншими казахськими султанами. Тахір-хан не мав ані дипломатичних, ані військових талантів, про що свідчать його неодноразові військові поразки й дипломатичні невдачі. Взимку 1523–1524 років з-під його влади вийшла частина казахів.
Найбільш значущою подією в історії Казахського ханства часів правління Тахір-хана став перехід 1526 року всього Семиріччя під владу казахських володарів. У 1530 році в місцевості Аришон завдав нищівної поразки Мансур-хану, правителю Могулістану, чим закріпив за Казахським ханством володіння у Східному Могулістані.
Зрештою, Тахір-хан своїм правлінням спричинив всенародну ненависть, через що був змушений тікати й помер у злиднях серед киргизів.